# 陸前浜街道
陸前浜街道（りくぜんはまかいどう）は、明治時代初期に現在の国道6号に相当する街道のうち、東京都荒川区から宮城県岩沼市までの区間に付けられた名称。「陸前」という名称は街道の終点となる岩沼・仙台が陸前国に属することに由来する。現在では国道6号の別名として用いられている。

## 街道の歴史
律令時代には畿内から現在の東北地方・三陸海岸までの太平洋沿岸には、「海道」あるいは「東海道」と名づけられた道があり、浜街道はこれらの一部に相当する。奈良時代にはすでに石城国に駅が設置されており、平安時代の『千載和歌集』に勿来関に関する歌が残されている。鎌倉時代になると、東海道の名は鎌倉以西の部分に限定されて鎌倉以北は浜街道または、浜海道と呼ばれるようになり、江戸時代には全般的呼称として浜街道の呼称が普及した。さらに浜街道のうち常陸国以北、多賀城以南の部分は岩城相馬街道と呼ばれるようになった。
江戸時代には「藩領型呼称」が一般化したこともあり、この街道の呼称は藩ごとにまちまちであった。
- 仙台藩では江戸浜街道。
- 中村藩では中村以北を仙台通、中村以南を水戸通。
- 磐城平藩では磐城平以北を相馬路、磐城平以南を水戸路。
- 水戸藩では水戸以北を磐城街道（岩城道中）または岩城相馬街道（岩城相馬道中）、水戸以南を水戸街道（江戸道中、水戸道中）[2]。

浜街道は奥州街道に比べて平坦で降雪量が少ないにもかかわらず、参勤交代で浜街道を利用した藩は、街道上に居城がある磐城平藩や中村藩などに限られていた。これは街道の出発点である仙台藩および仙台藩以北の諸大名が、御三家である水戸藩領内の通過を敬遠して奥州街道廻りのルートを採ったことによる。また物流面においても、街道の北端に位置する阿武隈川河口の亘理郡荒浜からは、元和年間（1615年-1624年）に米沢藩の蔵米が恒常的に江戸に輸送されるようになり、寛文11年（1671年）には河村瑞賢による外海江戸廻りの東廻海運の起点となるなど、海路での運輸が主であった。
公道として街道の呼称が統一されるのは明治時代に入ってからで、明治5年（1872年）4月29日に武蔵国の千住から陸前国岩沼までの太平洋岸の街道を今後「陸前浜街道」と呼ぶという通達が出されたことによる。結局、陸前浜街道の名が正式名称として用いられたのは明治18年（1885年）2月に国道に番号制度が導入されるまでのわずか13年間に過ぎなかったが、番号導入以後も五万分の一地形図をはじめとする公的な地図においても番号ではなく「陸前浜街道」の表記が用いられ、また常磐線の取手〜藤代間をはじめとして、成田線・新金線と交差する踏切に「陸前浜街道踏切」「浜街道踏切」などの名称が付けられるなど、以後も陸前浜街道という呼称は使用され続けた。
1885年（明治18年）以後、陸前浜街道は、明治国道とよばれる第14号國道（東京日本橋 - 水戸）と第15号國道（東京日本橋 - 陸前国岩沼駅）に受け継がれ、大正時代に旧道路法が成立すると、1920年（大正9年）から大正国道とよばれる国道6号へと継承された。

## 呼称
陸前浜街道については、歴史・地理研究者や一般人の間でも「街道」の名称が付されるところから、江戸時代の街道と混同・錯覚されることがあるが、通称や俗称的なものでもなく、正しくは明治政府により公用語として明治5年（1872年）4月29日に定められた公道名である。
| 「武州千住駅ヨリ常州水戸ヲ経テ、陸前国岩沼駅ニ至ル迄ノ道筋、自今陸前浜街道ト可称事。」 — 長久保光明、『陸前浜街道地誌』暁印書館、16頁（『改訂維新日誌』第四巻、明治5年の項よりの孫引き） |

明治・大正・昭和の政府発行の地形図に「陸前浜街道」と記入されていることから、長久保 (1981) によれば、(1) 明治・大正年間に、陸前浜街道と同じ道路が「第十四号国道・第十五号国道」（明治国道）や「国道6号」（大正国道）と呼称が変わっても、これら政府発行の地形図には新しい道路呼称が記されることがはなく「陸前浜街道」と記され続けたこと。(2) 道路名に宮城県ではなく、大化の改新以後の律令制度による国郡制そのままの陸前国の呼称を冠したことが錯覚・誤解の原因であると指摘している。
また、陸前浜街道の別称として水戸上市から宮城県・岩沼方面は「宮城県街道」、福島県から茨城県方面は「茨城県街道」、茨城県や千葉県では水戸上市から東京・千住大橋方面が「東京街道」と呼ばれた。

## 路線状況
明治期の陸前浜街道の道幅は、最大4間（約7.28メートル）で、最狭は2間（約3.64メートル）である。しかし、松並木敷があると1間半ぐらいの細道になり、茨城県日立市の加幸沢付近に現在も残る。

## 宿場
千住宿から水戸宿に関しては水戸街道を参照のこと。
以下の表の国名及び郡名は江戸時代当時のもの。
| 宿場     | 国名   | 郡名   | 現在の所在 | 現在の所在   | 備考       |
| 宿場     | 国名   | 郡名   | 都道府県   | 市町村       | 備考       |
| -------- | ------ | ------ | ---------- | ------------ | ---------- |
| 枝川宿   | 常陸国 | 那珂郡 | 茨城県     | ひたちなか市 |            |
| 沢宿     | 常陸国 | 那珂郡 | 茨城県     | ひたちなか市 |            |
| 大橋宿   | 常陸国 | 多賀郡 | 茨城県     | 日立市       |            |
| 大森宿   | 常陸国 | 多賀郡 | 茨城県     | 常陸太田市   |            |
| 森山宿   | 常陸国 | 多賀郡 | 茨城県     | 日立市       |            |
| 大沼宿   | 常陸国 | 多賀郡 | 茨城県     | 日立市       |            |
| 助川宿   | 常陸国 | 多賀郡 | 茨城県     | 日立市       |            |
| 田尻宿   | 常陸国 | 多賀郡 | 茨城県     | 日立市       |            |
| 小木津宿 | 常陸国 | 多賀郡 | 茨城県     | 日立市       |            |
| 河尻宿   | 常陸国 | 多賀郡 | 茨城県     | 日立市       |            |
| 伊師町宿 | 常陸国 | 多賀郡 | 茨城県     | 日立市       |            |
| 高萩宿   | 常陸国 | 多賀郡 | 茨城県     | 高萩市       |            |
| 足洗宿   | 常陸国 | 多賀郡 | 茨城県     | 北茨城市     |            |
| 関田宿   | 陸奥国 | 菊多郡 | 福島県     | いわき市     |            |
| 植田宿   | 陸奥国 | 菊多郡 | 福島県     | いわき市     |            |
| 渡部宿   | 陸奥国 | 菊多郡 | 福島県     | いわき市     |            |
| 湯本宿   | 陸奥国 | 菊多郡 | 福島県     | いわき市     |            |
| 磐城平宿 | 陸奥国 | 磐前郡 | 福島県     | いわき市     |            |
| 四倉宿   | 陸奥国 | 磐城郡 | 福島県     | いわき市     |            |
| 久之浜宿 | 陸奥国 | 楢葉郡 | 福島県     | いわき市     |            |
| 広野宿   | 陸奥国 | 楢葉郡 | 福島県     | 双葉郡広野町 |            |
| 木戸宿   | 陸奥国 | 楢葉郡 | 福島県     | 双葉郡楢葉町 |            |
| 富岡宿   | 陸奥国 | 楢葉郡 | 福島県     | 双葉郡富岡町 |            |
| 熊川宿   | 陸奥国 | 標葉郡 | 福島県     | 双葉郡大熊町 |            |
| 新山宿   | 陸奥国 | 標葉郡 | 福島県     | 双葉郡双葉町 |            |
| 長塚宿   | 陸奥国 | 標葉郡 | 福島県     | 双葉郡双葉町 |            |
| 高野宿   | 陸奥国 | 標葉郡 | 福島県     | 双葉郡浪江町 |            |
| 小高宿   | 陸奥国 | 行方郡 | 福島県     | 南相馬市     |            |
| 原町宿   | 陸奥国 | 行方郡 | 福島県     | 南相馬市     |            |
| 鹿島宿   | 陸奥国 | 行方郡 | 福島県     | 南相馬市     |            |
| 中村宿   | 陸奥国 | 宇多郡 | 福島県     | 相馬市       |            |
| 岩井宿   | 陸奥国 | 宇多郡 | 福島県     | 相馬市       | 旧名黒木宿 |
| 駒ヶ嶺宿 | 陸奥国 | 宇多郡 | 福島県     | 相馬郡新地町 |            |
| 新地宿   | 陸奥国 | 宇多郡 | 福島県     | 相馬郡新地町 |            |
| 坂本宿   | 陸奥国 | 亘理郡 | 宮城県     | 亘理郡山元町 |            |
| 山下宿   | 陸奥国 | 亘理郡 | 宮城県     | 亘理郡山元町 |            |
| 亘理宿   | 陸奥国 | 亘理郡 | 宮城県     | 亘理郡亘理町 |            |
| 岩沼宿   | 陸奥国 | 名取郡 | 宮城県     | 岩沼市       |            |